# Kościół Najświętszej Maryi Panny Niepokalanie Poczętej w Grabowie nad Prosną
Kościół Najświętszej Maryi Panny Niepokalanie Poczętej – kościół pofranciszkański znajdujący się w mieście Grabów nad Prosną, w powiecie ostrzeszowskim, w województwie wielkopolskim.
Świątynia została wzniesiona w latach 1642-58, po spaleniu została odbudowana w latach 1733-41. W latach 1998–2000 została odrestaurowana elewacja. Budowla reprezentuje styl wczesnobarokowym, chociaż fasada i urządzenie wnętrza zostało przebudowane w stylu późnobarokowym. W swej zasadniczej bryle jest tradycyjna, należy do budowli jednowieżowych z prezbiterium zwróconym w stronę zachodnią z wieżą umieszczoną w fasadzie wschodniej. Budowla składa się z jednej nawy połączonej z nieco węższym i niższym zamkniętym półkoliście prezbiterium. Z przodu bryła świątyni jest zamknięta przez szerszą od korpusu nawowego, jednowieżową, parawanową, pozornie skromną fasadą. Jest ona ozdobiona zwielokrotnionymi na osi głównej i zdwojonymi przy narożnikach pilastrami toskańskimi, podtrzymującymi belkowanie doryckie z wydatnym gzymsem i fryzem ozdobionym nad pilastrami i w części centralnej tryglifami. Fasada posiada trzy kondygnacje a na jej centralnej osi jest umieszczona wieża ujęta w spływy, flankowana przysadzistymi obeliskami. Całą świątynia jest nakryta dwuspadowymi dachami. We wnętrzu wydłużone prezbiterium świątyni jest nakryte sklepieniami ceglanymi, ozdobionymi skromną dekoracją stiukową. Prezbiterium całą swoją szerokością, przy pomocy półkolistej arkady, otwiera się ku szerszej i wyższej, trzyprzęsłowej nawie świątyni, nakrytej sklepieniem kolebkowym z lunetami. Ściany nawy podzielone są głębokimi (głębokość około 1 metra) arkadowymi wnękami i parami toskańskich pilastrów, nad którymi całe wnętrze jest objęte pełnym belkowaniem. Okna w nawie znajdują się na dwóch poziomach – dolne są umieszczone w głębokich wnękach, natomiast górne w polach tarczowych lunet. Dodatkowym elementem architektonicznym dodającym efektu oszczędnej architekturze świątyni jest chór muzyczny, posiadający parapet wklęsłowypukły, ozdobiony bogatym profilowaniem z płycinami, podparty dwoma filarami podtrzymującymi trzy arkady zamknięte półkolistym łukiem.